# Nouvel hôtel de ville de Leipzig
Le nouvel hôtel de ville de Leipzig est depuis 1905 le siège de la municipalité de Leipzig.

## Géographie
Le nouvel hôtel de ville se situe dans l'Innenstadtring ou le Promenadenring dans le centre-ville de Leipzig, près du tribunal administratif fédéral.

## Histoire
Les premiers projets pour déménager du vieil hôtel de ville datent des années 1870 alors que la ville s'accroît rapidement. Après le refus de plusieurs plans, la municipalité achète en 1895 au Royaume de Saxe le Pleissembourg qui abritait l'observatoire de l'université jusqu'en 1860 et ensuite déplacé de Joachimstal pour laisser place au nouvel hôtel de ville. La seule condition du concours est la conservation de la tour du château, point de repère connu de Leipzig. En 1897, le premier prix du concours est attribué à Hugo Licht (de). La décoration est commandée au sculpteur Georg Wrba.
La première pierre du nouvel hôtel de ville de Leipzig est posée le 18 octobre 1899. Après près de six ans de construction, le bâtiment est inauguré le 7 octobre 1905 en présence du roi Frédéric-Auguste III de Saxe. En 1912, le Stadthaus (de) ouvre avec 300 pièces.
Les dégâts causés par la Seconde Guerre mondiale ont été réparés jusqu'en 1949.

## Architecture
Le nouvel hôtel de ville de Leipzig est bâti dans le style de l'historicisme. En plus du Stadthaus, soit 10 000 m2 et 600 pièces, il constitue l'un des plus grands hôtels de ville et est le plus grand bâtiment municipal de l'Empire allemand et actuel en Allemagne. La tour est la plus haute tour en pierre en Allemagne avec une hauteur de 114,7 m ; 417 marches mènent à la plate-forme au sommet. Sur la façade au sud-est, cinq statues d'Arthur Trebst (de), Johannes Hartmann (de), Adolf Lehnert (de), Josef Mágr (de) et Hans Zeissig sont des allégories de l'artisanat, la justice, des arts, de la science et de la musique. Au dessus de l'horloge sur laquelle est inscrite la maxime latine Mors certa, hora incerta ("La mort est certaine, l'heure incertaine"), se trouve une allégorie de la vérité par Johannes Hartmann.
Dans les caves se trouve le Ratskeller Leipzig (de), un restaurant gastronomique.

## Mémorial de Goerdeler
A l'extrémité sud-ouest du Nouvel Hôtel de Ville se trouve un mémorial à Carl Friedrich Goerdeler, l'une des principales forces de la résistance bourgeoise contre le national-socialisme et maire de Leipzig de 1930 à 1937. Il a été créé par les deux artistes américains Jenny Holzer et Michael Glier et rendu public le 8 septembre 1999, 55 ans après la condamnation à mort de Goerdeler. Le mémorial se compose d'un puits de cloche de cinq mètres de profondeur et d'un diamètre de 2,75 mètres. Une cloche de bronze y est suspendue. Des citations de lettres, de journaux et d'écrits de Carl Friedrich Goerdeler peuvent être trouvées dans l'ordre chronologique autour du puits.

## Mention en cinéma et littérature
Le nouvel hôtel de ville joue un rôle dans le roman Herrn Lublins Laden de Samuel Joseph Agnon (1888-1970, prix Nobel de littérature 1966). L'auteur a vécu en Allemagne de 1915 à 1924 et était également à Leipzig. Le nouvel hôtel de ville a également servi de toile de fond dans le thriller politique d'Alfred Hitchcock, Le Rideau déchiré (1966).

## Source de la traduction
- (de) Cet article est partiellement ou en totalité issu de l’article de Wikipédia en allemand intitulé « Neues Rathaus (Leipzig) » (voir la liste des auteurs).